# Kraftwerk Gneisenau
Das Kraftwerk Gneisenau war ein unmittelbar neben der Zeche Gneisenau in Derne gelegenes Steinkohlekraftwerk, welches über einen 210 Meter hohen Kamin verfügte. Nach dem Kamin des Kraftwerks Gustav Knepper war es damit das zweithöchste Bauwerk seiner Zeit in Dortmund. Der Schornstein wurde erst später errichtet.
Mit sechs Megawatt war Gneisenau eines der leistungsärmsten Zechenkraftwerke, welches für die Verbrennung von Kohlenstaub ausgerichtet war.
Das Kraftwerk Gneisenau wurde nach Schließung der Zeche (1985) ebenfalls stillgelegt (1990) und teilweise abgerissen. Der große Schornstein wurde 1991 abgetragen. Im Februar 2012 folgte dann der Abriss der restlichen noch erhaltenen Gebäude. Der Abriss erfolgte nach Beschwerden durch die Bevölkerung, da auf dem stillgelegten Gelände immer wieder Einbrüche, Brände und Verwüstungen stattfanden.